# Marco Fabio Dorsón
Marco Fabio Dorsón (en latín, Marcus Fabius Dorsuo), hijo probablemente de Cayo Fabio Dorsón, fue cónsul en 345 a. C. con Servio Sulpicio Camerino Rufo, en el año que Camilo fue nombrado dictador para llevar a cabo la guerra con los auruncos. 
Fabio hizo la guerra con su colega contra los volscos y tomó Sora.